# Manoir de Launay (Carentoir)
Ne doit pas être confondu avec Manoir du Launay.
Le manoir de Launay est un édifice situé à Carentoir en France.

## Localisation
Le manoir est situé sur le territoire de la commune déléguée de Quelneuc, au lieu-dit Launay, dans le département du Morbihan en région Bretagne.

## Description
Le manoir date du XVIe siècle, édifice construit en moellons sans chaîne en pierre de taille de schiste à un étage carré, élévation à travées. Toiture à longs pans recouverte d'ardoises, pignon découvert. Tour d'escalier postérieure, charpente armoricaine. Escalier hors-œuvre : escalier à vis sans jour.

## Historique
Le manoir est inscrit à l'inventaire général du patrimoine culturel.